# Thilo Michler
Thilo Michler (* 26. März 1972 in Heilbronn) ist ein deutscher Kommunalpolitiker und Oberbürgermeister der Großen Kreisstadt Öhringen.

## Leben
Michler wuchs in Ilsfeld auf und machte in Beilstein Abitur. Anschließend studierte er an der Hochschule für öffentliche Verwaltung in Ludwigsburg und wurde 1995 Diplom-Verwaltungswirt (FH). Danach betrieb er 1996 bis 1998 eine Weiterbildung zum Wirtschaftsförderer (VWA) an der Verwaltungs- und Wirtschaftsakademie in Freiburg. Von 1997 bis 2000 war er in Brackenheim stellvertretender Bauamtsleiter.

## Politik
2000 wurde der parteilose Michler mit 61,4 Prozent im ersten Wahlgang zum Bürgermeister von Zaberfeld gewählt und 2007 wiedergewählt.
2009 bewarb er sich um das Amt des Oberbürgermeisters der Großen Kreisstadt Öhringen. Er setzte sich mit 60,7 Prozent der Stimmen im ersten Wahlgang durch.
2017 wurde Michler als einziger Kandidat mit knapp 90 % der Stimmen bei einer Wahlbeteiligung von 19,7 % wiedergewählt. Die restlichen 10 % verteilten sich dabei auf 116 andere Namen. Darunter wurde der frühere Oberbürgermeister Jochen Kübler am meisten genannt. Fraktionsvorsitzende des Öhringer Gemeinderates, Städtetag und Staatsanzeiger werteten den Umstand der Stimmenverteilung in diesem Ausmaß als „absolut ungewöhnlich“.
Bei der Oberbürgermeisterwahl am 13. Juli 2025 unterlag Michler Patrick Wegener (SPD).

### Wirken als Oberbürgermeister
Michler trieb als Oberbürgermeister insbesondere die Erweiterung des Neubaugebietes Limespark im Osten der Stadt voran. Nachfolgend brachte die Stadtverwaltung einen städtebaulichen Wettbewerb für weitere Teile des Limesparks voran. 2022 gründete die Stadt Öhringen eigene Stadtwerke zum Aufbau und der Verwaltung eines Nahwärmenetzes sowie zur Stärkung Erneuerbarer Energien. Öhringen arbeitet für die eigenen Stadtwerke mit den Stadtwerken Schwäbisch Hall zusammen. In seiner Funktion als Oberbürgermeister sitzt Michler den Stadtwerken Öhringen als Aufsichtsratsvorsitzender vor. 2016 fand eine Landesgartenschau in Öhringen statt. Nachdem sein Vorgänger Jochen Kübler diese nach Öhringen geholt hatte, zeichnete Michler für die Umsetzung verantwortlich. Michler war als erster Vereinsvorsitzender des Bündnisses „Hohenlohe plus“ tätig. Das Bündnis mehrerer Städte setzt sich für das Anwerben von Fachkräften ein.
Eine Erweiterung des Unternehmens Schäfer + Peters in Öhringen sorgte in den späten 2010er Jahren für Diskussionen. Der Erweiterungsbau, ein Hochregallager, hätte eine Frischluftschneise blockiert und somit Einfluss auf das Kleinklima der Stadt gehabt. Der Bebauungsplan „Spital-Etzweide“ hätte den Rahmen für das Vorhaben festsetzen sollen. Im Juni 2018 erhielt Michler eine Morddrohung: „Solltest Du mit der Sache Schäfer & Peters nicht zurückrudern geschieht etwas das Dir später sehr leid tut“. Die Polizei ermittelte. Im Ergebnis wurde das Hochregallager an der vorgesehenen Stelle nicht gebaut und die Suche nach einem anderen Standort in Öhringen scheiterte. 2022 kündigte die Schäfer + Peters GmbH an, „[n]ach jahrelanger Grundstückssuche“ ihren gesamten Gewerbestandort in das benachbarte Neuenstein verlagern zu wollen.